# Elihu Thomson
Elihu Thomson (ur. 29 marca 1853 w Manchesterze, zm. 13 marca 1937 w Swampscott w stanie Massachusetts) – amerykański inżynier, wynalazca i przemysłowiec. Profesor i rektor (w latach 1920–1922) Massachusetts Institute of Technology. Założyciel (w roku 1883) przedsiębiorstwa produkującego urządzenia elektryczne Thomson-Houston Electric Company, które w 1892 po połączeniu z Edison Electric Light Company stworzyło spółkę General Electric.

## Wynalazki Thomsona
Thomson wynalazł między innymi prądnicę trójfazową prądu zmiennego, prądnicę i transformator wielkiej częstotliwości, licznik energii elektrycznej. W roku 1882 razem z Edwinem J. Houstonem wynalazł praktyczny system oświetlenia łukowego. Opracował też metodę zgrzewania oporowego.
W roku 1887 zademonstrował odkryte przez siebie zjawisko skaczących pierścieni (zwanych też „pierścieniami Thomsona”), wykorzystywane w edukacji jako efektowna demonstracja prawa Lenza i prawa Faradaya.
W 1909 został wyróżniony Medalem Edisona za „wybitne zasługi w naukach, inżynierii i sztukach elektrycznych, w których jego wkład widoczny jest przez ostatnie 30 lat”.